# Gateway Geyser
Der Gateway Geyser ist ein 192 Meter hoher Springbrunnen in East St. Louis, im US-Bundesstaat Illinois. Er liegt am Ostufer des Mississippi River gegenüber dem Jefferson National Expansion Memorial, das am Westufer liegt.
Der Gateway Geyser ist als landschaftlicher Gegenpol zum gleich hohen Gateway Arch errichtet worden und ist nach der King Fahd’s Fountain und der Weltcup-Fontäne die weltweit dritthöchste Fontäne. Der 1995 von der Hydro Dramatics fertiggestellte Springbrunnen kostete rund 4 Millionen US-Dollar und wird von drei jeweils 600 kW starken Pumpen angetrieben. Pro Sekunde werden dabei 50 Liter Wasser mit einer Geschwindigkeit von 76 Meter pro Sekunde hoch gepumpt. Dabei entfaltet der Wasserstrahl eine Kraft von 460 kN. Am 17. Juni 2005 ging das Eigentum der Fontäne samt dem ihm 14 Hektar umgebenden Park an die Gesellschaft Metro East Park and Recreation District über. Seither dient der Park als Grundpfeiler für den im Juni 2009 eröffneten Malcolm W. Martin Memorial Park, der nach dem Initiator der Gateway Geyser benannt wurde. Zum 40-jährigen Jubiläum der Gateway Arch wurde am 28. Oktober 2005 die Fontäne erstmals illuminiert. Im Frühjahr 2008 wurde in der Nähe der Fontäne eine 12 Meter hohe Aussichtsplattform errichtet, die den Blick auf das Jefferson National Expansion Memorial und die Skyline von St. Louis verbessert.
Der Gateway Geyser wird zwischen April und Oktober täglich vier Mal (um 12 Uhr, 15 Uhr, 18 Uhr und 21 Uhr) angelassen.